# Trưng cầu dân ý gia nhập Cộng đồng Kinh tế châu Âu của Đan Mạch, 1972
Cuộc trưng cầu dân ý về việc gia nhập Cộng đồng Kinh tế châu Âu của Đan Mạch được tổ chức vào ngày 2.10.1972. Kết quả có 63,3% số phiếu thuận trên tổng số người tham dự là 90,1%.
Sau đó đạo luật về việc Đan Mạch trở thành một thành viên của Cộng đồng Kinh tế châu Âu được Quốc hội thông qua ngày 11.10.1972, và Đan Mạch chính thức trở thành một thành viên của Công đồng Kinh tế chhâu Âu từ ngày 1.1.1973.

## Bối cảnh
Theo khoản 20 của Hiến pháp Đan Mạch thì bất cứ đạo luật nào khiến cho chủ quyền quốc gia bị hạn chế (như trường hợp gia nhập Công đồng Kinh tế châu Âu), đều phải được quốc hội thông qua với 5/6 số nghị sĩ biểu quyết chấp thuận. Nếu đa số nghị sĩ bỏ phiếu thuận – nhưng không đủ đa số 5/6 – thì chính phủ sẽ phải tổ chức một cuộc trưng cầu dân ý, do đó mới có cuộc trưng cầu dân ý năm 1972 này.

## Kết quả
| Chọn lựa                     | Số phiếu  | %    |
| ---------------------------- | --------- | ---- |
| Thuận                        | 1.958.043 | 63,3 |
| Chống                        | 1.135.755 | 36,7 |
| Phiếu bất hợp lệ/Phiếu trắng | 19.323    | –    |
| Tổng cộng                    | 3.113.121 | 100  |
| Số cử tri có quyền bỏ phiếu  | 3.453.763 | 90,1 |
| Nguồn: Nohlen & Stöver       |           |      |